# Medicine Lake, Minnesota
Medicine Lake är en ort i Hennepin County i Minnesota. Vid 2010 års folkräkning hade Medicine Lake 371 invånare.